# シャルル＝フランソワ・ルブラン

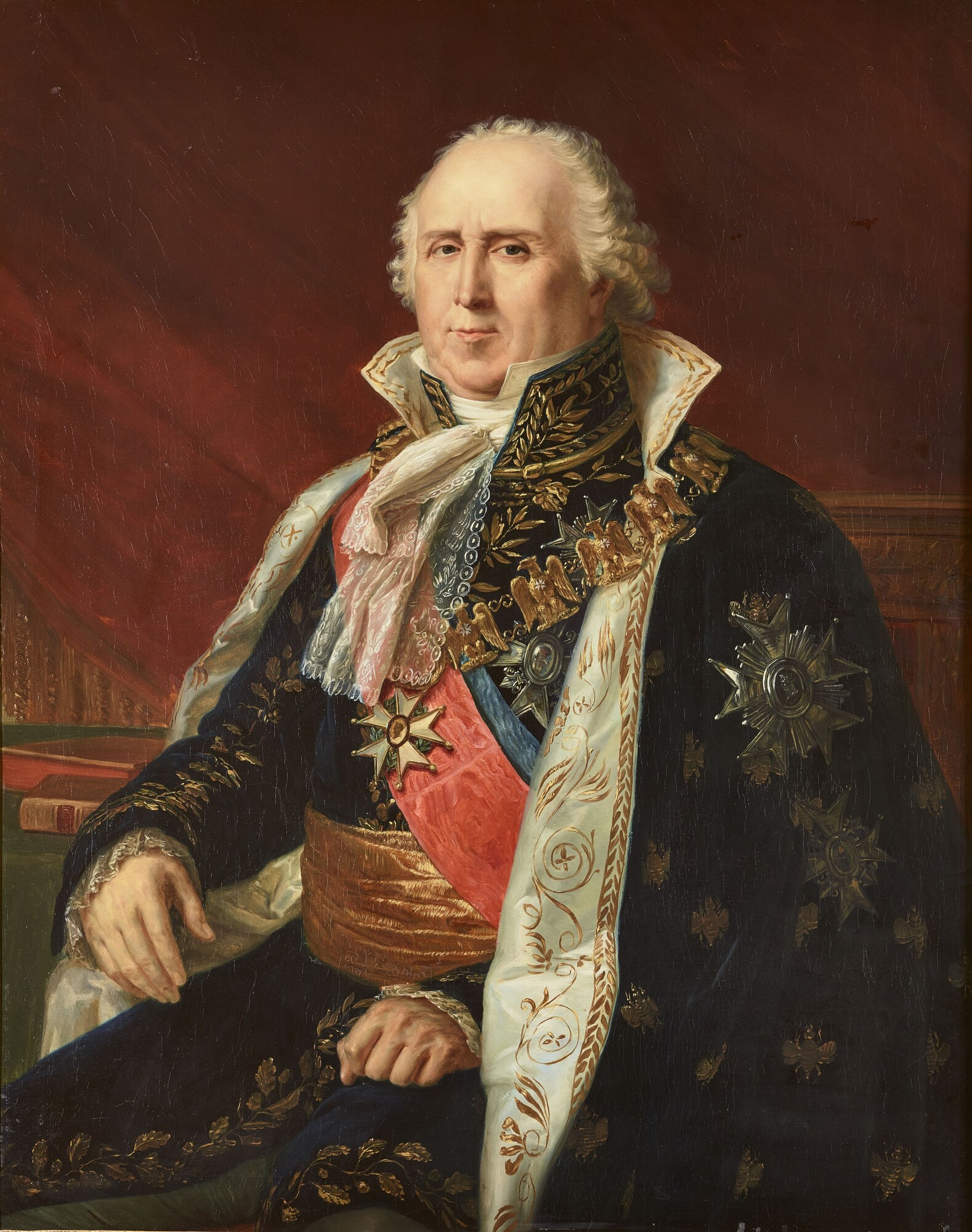
シャルル＝フランソワ・ルブラン。ロベール・ルフェーブルによる1807年の肖像画。

シャルル＝フランソワ・ルブラン（Charles-François Lebrun, 1739年3月19日 - 1824年6月16日）は、フランス革命・フランス第一帝政期の政治家。ピアチェンツァ公。文学者でもあり、『解放されたエルサレム』『イリアス』のフランス語訳などがある。

## 生涯
ノルマンディーの生まれ。コレージュ・ド・ナヴァールで哲学を学んだ後、パリで弁護士として活動した。ルイ15世時代末期の1766年に官途に就いていたが、フランス革命期に憲法制定国民議会に参加した。
1799年のブリュメール18日のクーデターには関与しなかったが、ナポレオン・ボナパルトを第一統領とする統領政府が樹立された際には第三統領に任命された。
のち、元老院議員となり、第一帝政期には帝国顕官大財務官、リグーリア総督、オランダ総督を務めた。また、ピアチェンツァ公の称号を与えられた。